# Bhutanthera alpina
Bhutanthera alpina är en orkidéart som först beskrevs av Hand.-mazz., och fick sitt nu gällande namn av Jany Renz. Bhutanthera alpina ingår i släktet Bhutanthera och familjen orkidéer. Inga underarter finns listade i Catalogue of Life.